# Claudia Cabezas
Claudia Cabezas (Talca, Maule, 17 de abril de 1975) es una actriz chilena, conocida por interpretar a Olga Cuarta Montini en El circo de las Montini, Ramoncito en Los Pincheira y Raulito en la serie Cárcel de Mujeres.

## Biografía
Debutó en teleseries el año 2000 en TVN en la telenovela Romané, interpretando un rol menor de importancia, Javiera, una adolescente que queda embarazada de un gitano (Juan Falcón), lo que la hizo conocida en la televisión.  En 2000 recibió el Premio APES a la revelación por Romané. En el 2001 participó en la exitosa teleserie Pampa Ilusión, encarnando a María Paita un rol secundario. En las siguientes producciones siguió interpretando personajes de menor importancia, como Olga IV Montini en la novela El Circo de las Montini en el año 2002, pero el 2003 tendría por primera vez un rol importante en la teleserie Puertas adentro, en donde encarnaba a Lorena Quezada, hijastra del dirigente de la toma interpretado por Francisco Reyes y enamorada de él. Los Pincheira (2004) fue la última telenovela en la que actuó, interpretando un rol muy peculiar, Ramoncito, hijo ilegítimo del villano de la producción, quien se encontraba severamente sometido al control de su madre para que su padre creyera que verdaderamente era un niño, ya que en realidad era una muchacha. En el año 2007 regresa a las pantallas en la serie nocturna Cárcel de Mujeres, interpretando a una rea que tenía una tormentosa relación con una perversa delincuente. Actualmente tiene un personaje secundario en la sexta temporada de Los 80.

## Cine
| Año  | Película         | Rol                  |
| ---- | ---------------- | -------------------- |
| 2007 | A un metro de ti | Paula                |
| 2012 | No               | Joven revolucionaria |
| 2015 | El Inquisidor    |                      |
| 2016 | Neruda           |                      |
| 2017 | Todos juntos     | Músico               |
| 2018 | Enigma           | Esperanza            |
| 2019 | Ema              | Maestra              |

## Televisión
| Año       | Título                                 |                             |
| --------- | -------------------------------------- | --------------------------- |
| 1997      | Mea culpa                              | María - Episodio: El padre  |
| 2000      | Romané                                 | Javiera Bolaños             |
| 2001      | Pampa Ilusión                          | María Paita                 |
| 2002      | El circo de las Montini                | Olga Cuarta Montini         |
| 2003      | Puertas adentro                        | Lorena Quezada              |
| 2004      | Los Pincheira                          | Ramona Barraza / Ramoncito  |
| 2007-2008 | Cárcel de mujeres                      | Eleuteria Ramírez "Raulito" |
| 2011-2014 | Los archivos del cardenal              | Alicia Carvallo             |
| 2011      | Prófugos                               | Enfermera                   |
| 2013      | Los 80                                 | Laura                       |
| 2014      | Sudamerican Rockers                    | Silvia Tapia                |
| 2018      | La Cacería: Las Niñas de Alto Hospicio | Carolina                    |
| 2022      | 42 días en la oscuridad                | Manuela Roa                 |
| 2023      | La vida de nosotras                    | Paula Sandoval              |

2024
juego de ilusiones
martina jimenes

## Vídeos musicales
| Año  | Título  | Artista       | Ref. |
| ---- | ------- | ------------- | ---- |
| 2020 | Es real | Camila Moreno |      |

## Teatro
- 1999: Fedra (dir.: Rodrigo Pérez Müffeler)[3]
- 2001: Las tres hermanas (dir.: Francisco Albornoz)[4]
- 2006: El ansia (dir.: Constanza Brieba)[5]
- 2007: Ciego de noche (dir.: Rodrigo Pérez Müffeler)[6]
- 2008: Un roble (dir.: Alfredo Castro)[7]
- 2009: Cara de fuego (dir.: Marcelo Alonso)[8]
- 2012: Amores de cantina (dir.: Mariana Muñoz)[9]
- 2014: Los justos (dir.: Ernesto Orellana)[10]
- 2018: Arpeggione (dir. Jesús Urquieta)[11]
- 2021: Baviera (dir.: Daniela Contreras)[12]
- 2022: La compañera (dir.: Carla Romero)[13]
- 2024: Danza Delhi (dir.: Millaray Lobos)[14]
- 2024: Las palmeras salvajes (dir.: Séverine Chavrier)[15]

## Premios y nominaciones
| Año  | Premio           | Categoría                                        | Título                    | Resultado | Ref.   |
| ---- | ---------------- | ------------------------------------------------ | ------------------------- | --------- | ------ |
| 2000 | Premios Apes     | Mejor proyección actoral de televisión           | Romané                    | Ganadora  | [ 16 ] |
| 2002 | Premios Altazor  | Mejor actriz de televisión                       | Pampa Ilusión             | Nominada  | [ 17 ] |
| 2018 | Premios Clap     | Mejor actriz de teatro                           | Arpeggione                | Ganadora  | [ 18 ] |
| 2022 | Premios Caleuche | Mejor actriz de soporte en cine                  | Enigma                    | Nominada  | [ 19 ] |
| 2023 | Premios Platino  | Mejor interpretación femenina de reparto en cine | Un lugar llamado dignidad | Candidata | [ 20 ] |